# Morimus plagiatus
Morimus plagiatus är en skalbaggsart som beskrevs av Waterhouse 1881. Morimus plagiatus ingår i släktet Morimus och familjen långhorningar. Inga underarter finns listade i Catalogue of Life.